# Ozero Chistoe (Enderbyland)
Ozero Chistoe (englische Transkription von russisch Озеро Чистое Osero Tschistoje, deutsch ‚Sauberer See‘) ist ein See im ostantarktischen Enderbyland. Er gehört zu einer Reihe kleinerer Seen der Thala Hills in der Nachbarschaft des Lake Glubokoye östlich der russischen Molodjoschnaja-Station.
Russische Wissenschaftler nahmen seine Benennung vor.